# Table des caractères Unicode/U18B0
Cette page contient des caractères spéciaux ou non latins. S’ils s’affichent mal (▯, ?, etc.), consultez la page d’aide Unicode.
Table des caractères Unicode U+18B0 à U+18FF dans les divers syllabaires autochtones canadiens ou américains.

## Syllabaires autochtones canadiens – extension(Unicode 5.2)
Ce bloc contient des syllabes et des finales supplémentaires pour le cri (dont le cri de Moose), l’ojibwé et les langues na-dené (porteur, sayisi, déné castor, déné lièvre et déné tchipéwayan).

### Table des caractères
| en fr  | 0 | 1 | 2 | 3 | 4 | 5 | 6 | 7 | 8 | 9 | A | B | C | D | E | F |
| ------ | - | - | - | - | - | - | - | - | - | - | - | - | - | - | - | - |
| U+18B0 | ᢰ | ᢱ | ᢲ | ᢳ | ᢴ | ᢵ | ᢶ | ᢷ | ᢸ | ᢹ | ᢺ | ᢻ | ᢼ | ᢽ | ᢾ | ᢿ |
| U+18C0 | ᣀ | ᣁ | ᣂ | ᣃ | ᣄ | ᣅ | ᣆ | ᣇ | ᣈ | ᣉ | ᣊ | ᣋ | ᣌ | ᣍ | ᣎ | ᣏ |
| U+18D0 | ᣐ | ᣑ | ᣒ | ᣓ | ᣔ | ᣕ | ᣖ | ᣗ | ᣘ | ᣙ | ᣚ | ᣛ | ᣜ | ᣝ | ᣞ | ᣟ |
| U+18E0 | ᣠ | ᣡ | ᣢ | ᣣ | ᣤ | ᣥ | ᣦ | ᣧ | ᣨ | ᣩ | ᣪ | ᣫ | ᣬ | ᣭ | ᣮ | ᣯ |
| U+18F0 | ᣰ | ᣱ | ᣲ | ᣳ | ᣴ | ᣵ |   |   |   |   |   |   |   |   |   |   |

### Historique

#### Version initiale Unicode 5.2
C'est à ce jour la seule version publiée de ce bloc.